# Starîi Mizun, Dolîna
Starîi Mizun (în ucraineană Старий Мізунь) este localitatea de reședință a comunei Starîi Mizun din raionul Dolîna, regiunea Ivano-Frankivsk, Ucraina.

## Demografie
Componența lingvistică a localității Starîi Mizun
     Ucraineană (99,03%)
     Alte limbi (0,89%)
Conform recensământului din 2001, majoritatea populației localității Starîi Mizun era vorbitoare de ucraineană (99,03%), existând în minoritate și vorbitori de alte limbi.